# Monte Patria (kommun)
Monte Patria är en kommun i Chile.   Den ligger i provinsen Provincia de Limarí och regionen Región de Coquimbo, i den centrala delen av landet, 290 km norr om huvudstaden Santiago de Chile.
Omgivningarna runt Monte Patria är i huvudsak ett öppet busklandskap. Runt Monte Patria är det glesbefolkat, med 8 invånare per kvadratkilometer.